# Guira cantara
Guira guira
Genre
Espèce
Statut de conservation UICN

 LC  : Préoccupation mineure
Le Guira cantara ou Guira (Guira guira) est une espèce d'oiseaux de la famille des cuculidés, proche parent des anis.

## Description
Il porte une huppe hirsute et orangée sur la tête. Il mesure environ 40 cm.

## Répartition
C'est un des oiseaux les plus communs au Brésil, absent seulement des forêts continues d'Amazonie. Son aire s'étend au Gran Chaco et à la Pampa

## Alimentation
Le guira se nourrit de grands arthropodes, de petits mammifères comme les souris, de grenouilles, de petits oiseaux.

## Comportement
Le guira cantara se déplace fréquemment au sol en bandes de 6 à 18 individus, en compagnie d'autres oiseaux tels le moqueur plombé (Mimus saturninus) et l'ani à bec lisse (Crotophaga ani) dont le comportement est très voisin.
Ils vivent en groupe mais ont tendance à former des couples.

## Nidification

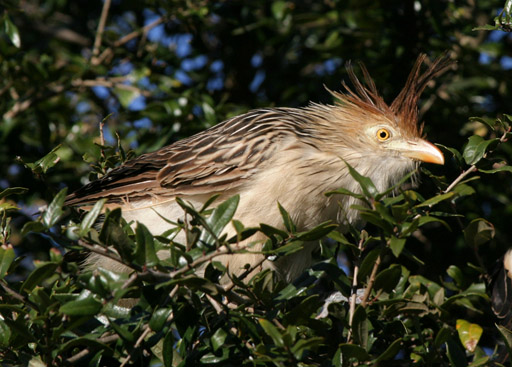

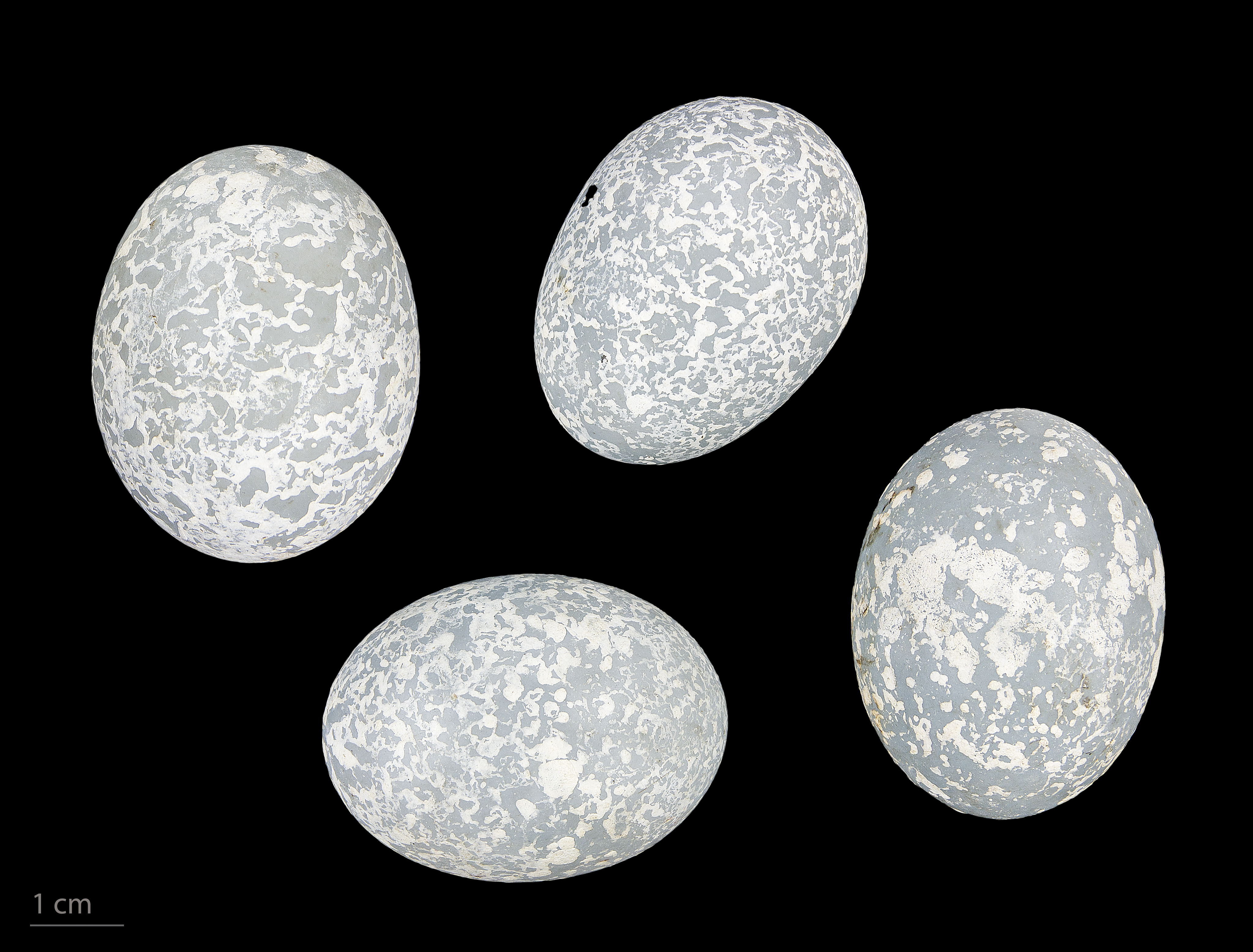
Œuf de Guira guira - Muséum de Toulouse

Le nid est construit sur la fourche d'un arbre à 5 m du sol. Les œufs (5 à 7) de couleur vert foncé sont couverts d'une couche de calcaire. Ils sont couvés dans des nids individuels ou communautaires où l'on peut trouver jusqu'à 20 œufs. Sous les nids communautaires, il y a de nombreux œufs cassés. La compétition pour la nourriture étant grande entre les petits, la mortalité est importante.